# Maurice Benoist

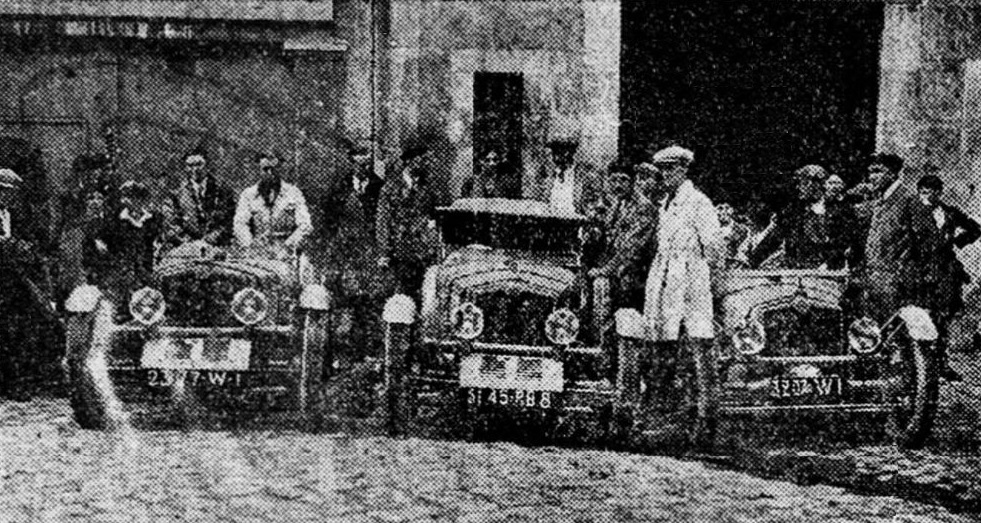
Das Tracta-Werksteam beim 24-Stunden-Rennen von Le Mans 1929

Maurice Georges Achille Paul Benoist (* 19. August 1892 in Auffargis; † 13. Juni 1951 in Paris) war ein französischer Autorennfahrer und der Bruder von Robert Benoist.

## Karriere
Wie sein Bruder Robert bestritt Maurice Benoist in den 1920er und 1930er Jahren Autorennen, war aber weit weniger erfolgreich. Viermal war er beim 24-Stunden-Rennen von Le Mans am Start. 1923, beim ersten Langstreckenrennen an der Sarthe erreichte er den 15. Rang in der Gesamtwertung. 1925 konnte er das Rennen genau so wenig beenden wie 1929. Die Rennveranstaltung 1928 beendete er als Gesamtzwölfter.
Neben seinen Auftritten in Le Mans fuhr Benoist Sportwagenrennen in Frankreich. Beim Coupe Georges Ballot 1924 wurde er Achter und beim Bol d’Or 1930 Vierter. Im selben Jahr blieb er beim Großen Preis von Marokko siegreich.

## Der Verrat
In seinem Werk The Grand Prix Saboteurs behauptet der britische Autor Joe Saward Maurice Benoist habe 1943 seinen Bruder Robert an die Gestapo verraten, was letztendlich zu seiner Verhaftung geführt habe. Für diese Behauptung bleibt der britische Autor Quellen jedoch schuldig.

## Statistik

### Le-Mans-Ergebnisse
| Jahr | Team                          | Fahrzeug           | Teamkollege     | Platzierung | Ausfallgrund |
| ---- | ----------------------------- | ------------------ | --------------- | ----------- | ------------ |
| 1923 | Société des Moteurs Salmson   | Salmson VAL3       | Luis Buenovinci | Rang 15     |              |
| 1925 | Etablissements Henri Precioux | E.H.P. DT Spéciale | Michel Doré     | Ausfall     | Defekt       |
| 1928 | SA des Automobiles Tracta     | Tracta Type A      | Louis Balart    | Rang 12     |              |
| 1929 | SA des Automobiles Tracta     | Tracta Type As     | Lucien Lemesle  | Ausfall     | Benzinpumpe  |